# Thespidium
Thespidium là một chi thực vật có hoa trong họ Cúc (Asteraceae).

## Loài
Chi Thespidium gồm các loài: